# Castelfranco Emilia (stacja kolejowa)
Castelfranco Emilia (wł. Stazione di Castelfranco Emilia) – stacja kolejowa w Castelfranco Emilia, w prowincji Modena, w regionie Emilia-Romania, we Włoszech. Stacja znajduje się na linii Mediolan – Bolonia.
Według klasyfikacji RFI ma kategorią srebrną.

## Historia
Stacja została otwarta w 1859 roku, wraz z uruchomieniem linii z Piacenzy do Bolonii.

## Linie kolejowe
- Mediolan – Bolonia